# James L. Terry

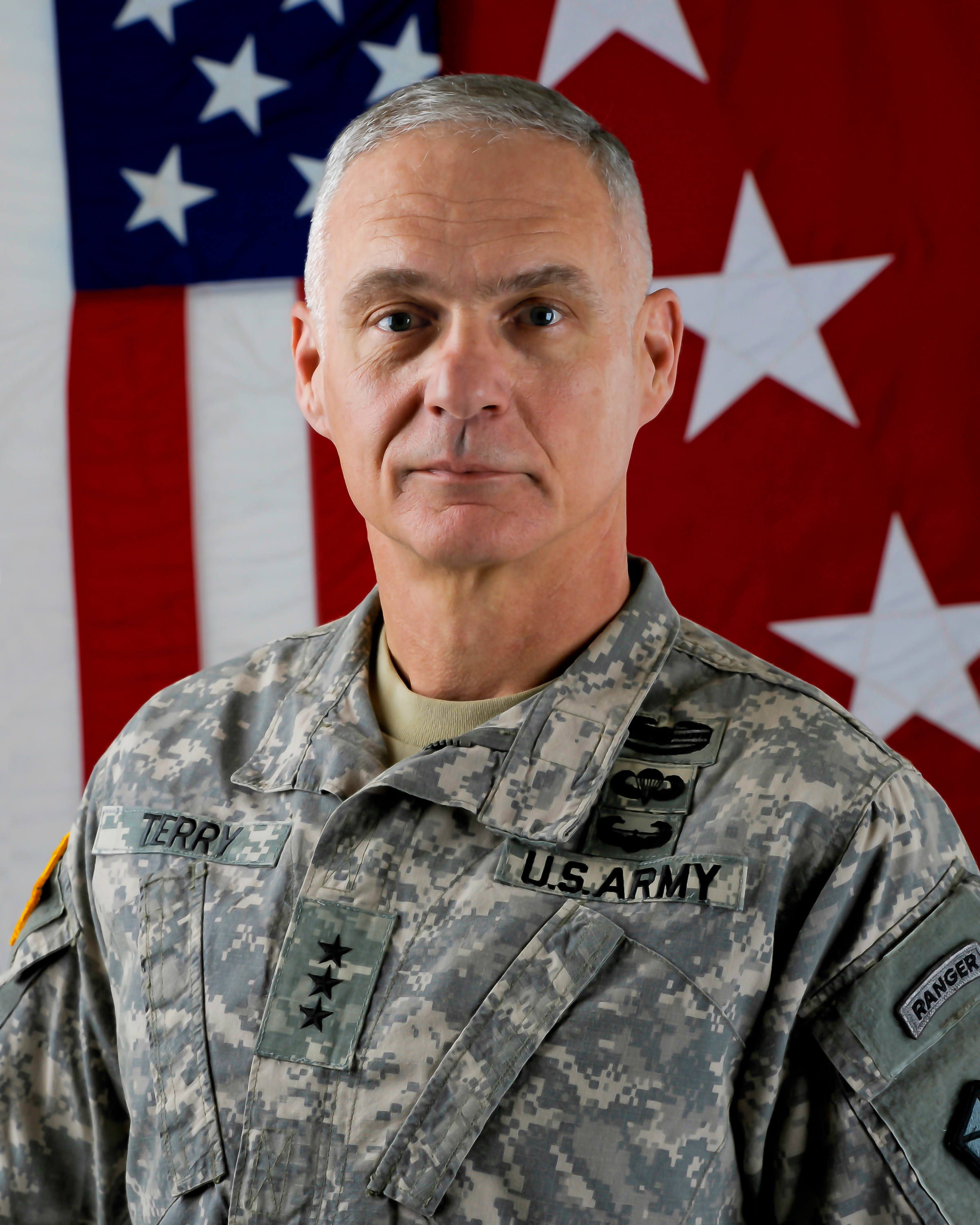
James L. Terry

James L. Terry (* 14. Mai 1957 in Chatsworth, Murray County, Georgia) ist ein pensionierter Generalleutnant der United States Army. Er kommandierte unter anderem die 3. Armee.
James Terry besuchte die öffentlichen Schulen seiner Heimat und studierte danach am North Georgia College, der heutigen University of North Georgia. Über das ROTC-Programm gelangte er im Jahr 1978 als Leutnant in das Offizierscorps des US-Heeres. In der Armee durchlief er anschließend alle Offiziersränge bis zum Dreisterne-General.
Während seiner militärischen Karriere absolvierte Terry verschiedene Kurse und Schulungen. Dazu gehörten unter anderem die Basic Airborne School, die Army Ranger School, die Air Assault School, der Infantry Officer Basic Course, der Infantry Officer Advanced Course, die Combined Arms and Services Staff School, das Command and General Staff College, der Staff Officer Course, der Inspector General Course sowie das National War College. Außerdem erhielt er akademische Grade vom North Georgia College, der Webster University und der National Defense University.
In den ersten Jahren seiner Militärzeit absolvierte er den für die niedrigen Offiziersränge entsprechenden Dienst. Er war unter anderem als Zugführer und Stabsoffizier tätig. Zwischenzeitlich war er auch Dozent für das Fach Militärwissenschaften am North Georgia College. Er war an verschiedenen Standorten und bei verschiedenen Einheiten in den Vereinigten Staaten aber auch in Deutschland und Südkorea eingesetzt.
Im Juni 1994 wurde er Bataillonskommandeur bei der 10. Gebirgsdivision. Dabei wurde er mit seiner Einheit nach Haiti entsandt, um an der Operation Uphold Democracy teilzunehmen. Später wurde er nach Hawaii versetzt, wo er zwischen 1998 und 2000 die 2. Brigade der 25. Infanteriedivision kommandierte. Von Juli 2002 bis Dezember 2003 war Terry Kommandeur der Operations Group des Joint Readiness Training Centers in Fort Polk in Louisiana. Anschließend wurde er für einige Monate nach Kuwait versetzt. Im August 2004 wurde er Stabsoffizier für Operationen bei der 10. Gebirgsdivision. Von Januar 2006 bis Februar 2007 nahm er als Generalstabsoffizier für Operationen bei der Combined Joint Task Force 76 am Krieg in Afghanistan teil.
Ab September 2009 übernahm James Terry Kommandos auf höheren militärischen Ebenen. Zunächst wurde er Kommandeur der 10. Gebirgsdivision. Dieses Kommando behielt er bis zum November 2011, als er von Mark A. Milley abgelöst wurde. Während seiner Zeit als Kommandeur der 10. Gebirgsdivision wurde Terry erneut nach Afghanistan versetzt, wo er die Operation Enduring Freedom unterstützte und Kommandeur des Joint Commands der Internationalen Schutztruppe (ISAF) wurde. Gleichzeitig behielt er bis 2011 sein Kommando über die 10. Gebirgsdivision.
Am 10. Januar 2012 übernahm James Terry das Kommando über das V. Corps. Das Hauptquartier des Corps war damals gerade von Heidelberg nach Wiesbaden umgezogen. Teile waren noch in Afghanistan eingesetzt. Nach der Rückkehr dieser Einheiten wurde das Corps am 11. Juni 2013 in Wiesbaden vorübergehend aufgelöst. Damit endete auch Terrys Amtszeit als dessen Kommandeur. Parallel zu seinem Kommando über das V. Corps war Terry nach wie vor Kommandeur des Joint Commands der Internationalen Schutztruppe (ISAF).
Im Juli 2013 übernahm er als Nachfolger von Vincent K. Brooks das Kommando über die 3. Armee, die auch unter dem Namen United States Army Central bekannt ist. Seit 2014 war er zusätzlich Kommandeur der neugeschaffenen Einheit Combined Joint Task Force – Operation Inherent Resolve. Terry behielt beide Kommandos bis zu seinem Ruhestand 2015.

## Orden und Auszeichnungen
James Terry erhielt im Lauf seiner militärischen Laufbahn unter anderem folgende Auszeichnungen:
- Defense Distinguished Service Medal
- Army Distinguished Service Medal
- Defense Superior Service Medal
- Legion of Merit
- Bronze Star Medal
- Defense Meritorious Service Medal
- Meritorious Service Medal
- Army Commendation Medal
- Army Achievement Medal
- Joint Meritorious Unit Award
- Meritorious Unit Commendation
- Superior Unit Award
- National Defense Service Medal
- Armed Forces Expeditionary Medal
- Afghanistan Campaign Medal
- Global War on Terrorism Expeditionary Medal
- Global War on Terrorism Service Medal
- Korea Defense Service Medal
- Humanitarian Service Medal
- Army Service Ribbon
- Army Overseas Service Ribbon
- NATO Meritorious Service Medal
- NATO-Medaille
- Multinational Force and Observers Medal
- Meritorious Service Cross (Kanada)